# Greatest Remix Hits 2
Greatest Remix Hits 2 je glasbeni album z remiksi avstralske pop-dance pevke Kylie Minogue.
Najprej so ga leta 1993 izdali ekskluzivno samo na Japonskem z naslovom Greatest Remix Hits Vol. II, kasneje pa so ga z novo naslovnico preko založbe Mushroom Records še enkrat izdali leta 1997.
Album je vključeval redke remikse njenih pesmi, izdanih preko založbe PWL Records med letoma 1987 in 1992.

## Seznam pesmi
| CD 1            | CD 1                                               | CD 1    |
| Št.             | Naslov                                             | Dolžina |
| --------------- | -------------------------------------------------- | ------- |
| 1.              | „Got to Be Certain‟ (razširjena verzija)           | 6:36    |
| 2.              | „Kylie's Smiley Mix‟ (razširjena verzija)          | 6:17    |
| 3.              | „Getting Closer‟ (verzija z gramofonske plošče)    | 3:33    |
| 4.              | „Je Ne Sais Pas Pourquoi‟ (revolucionarni remiks)  | 7:16    |
| 5.              | „Made in Heaven‟ (remiks Made in England)          | 6:20    |
| 6.              | „Especially for You‟ (razširjena verzija)          | 5:01    |
| 7.              | „Hand on Your Heart‟ (Aortov remiks)               | 6:26    |
| 8.              | „Wouldn't Change a Thing‟ (Thangov remiks)         | 7:10    |
| 9.              | „Tears on My Pillow‟ (remiks)                      | 4:05    |
| 10.             | „Better the Devil You Know‟ (remiks)               | 7:09    |
| 11.             | „I'm Over Dreaming (Over You)‟ (razširjeni remiks) | 4:54    |
| Skupna dolžina: | Skupna dolžina:                                    | 64:47   |

| CD 2            | CD 2                                                                 | CD 2    |
| Št.             | Naslov                                                               | Dolžina |
| --------------- | -------------------------------------------------------------------- | ------- |
| 1.              | „The Loco-Motion‟                                                    | 3:17    |
| 2.              | „What Do I Have to Do?‟ (remiks Pumpa in Polly)                      | 7:48    |
| 3.              | „Shocked‟ (remiks Hardinga/Curnowa)                                  | 7:31    |
| 4.              | „Say the Word, I'll Be There‟                                        | 4:00    |
| 5.              | „Keep on Pumpin' It Up‟ (Angelicov remiks)                           | 7:24    |
| 6.              | „Give Me Just a Little More Time‟ (verzija z gramofonske plošče)     | 4:35    |
| 7.              | „Do You Dare?‟ (NRG-jev remiks)                                      | 7:04    |
| 8.              | „Finer Feelings‟ (remiks Brothers in Rhythm)                         | 6:47    |
| 9.              | „Closer‟ (Pleasureov remiks)                                         | 6:49    |
| 10.             | „What Kind of Fool (Heard All That Before)‟ (remiks Tech No Logical) | 9:55    |
| 11.             | „Got to Be Certain‟ (dodatni remiks Ducka, Billa in Platterja)       | 3:17    |
| Skupna dolžina: | Skupna dolžina:                                                      | 68:27   |